# Sumerta Kauh
Sumerta Kauh is een bestuurslaag in het regentschap Denpasar van de provincie Bali, Indonesië. Sumerta Kauh telt 7668 inwoners (volkstelling 2010).